# Adán Buenosayres
Adán Buenosayres, de Leopoldo Marechal (1900-1970), es una de las máximas novelas de la literatura argentina. Fue publicada el 30 de agosto de 1948, aunque los primeros capítulos datan del segundo viaje a Europa de Marechal: fines de 1929 a inicios 1931. El escritor señala que la comenzó en 1930.
Leopoldo Marechal fue considerado un destacado emergente que surgió de un grupo de escritores que fue conocido como el Grupo Florida denominado así porque la revista en la que publicaban se ubicaba en las cercanías de dicha calle de Buenos Aires, y se reunían en la Confitería Richmond, que incluyó también a escritores como Jorge Luis Borges, Victoria Ocampo y Oliverio Girondo entre otros muy destacados escritores argentinos, en contraposición dialéctico-literaria con el recordado Grupo Boedo, que publicaba en la Editorial Claridad y se reunía en el Café El Japonés, de raigambre mucho más humilde, con integrantes como Roberto Arlt, entre otros.

## Historia editorial
La novela tuvo que esperar hasta 1965, fecha en la cual el autor publicó su segunda novela El banquete de Severo Arcángelo para ver una segunda edición, de bolsillo. El éxito de la segunda novela arrastró a la primera y la liberó del silencio a la que había sido condenada luego del derrocamiento del gobierno de Perón, para quien Marechal trabajó y militó abiertamente.
Estos episodios degeneraron en un proceso que el autor mismo denominó «ostracismo interno», pues fue ésta una época en la que Marechal fue marginado de la vida cultural de su país y visitado por pocos amigos. El autor vivió los años previos a la publicación de El banquete de Severo Arcángelo prácticamente enclaustrado en el apartamento en el que convivía con su nueva mujer -Elbia Rosbaco-, y dedicado a escribir. El reconocimiento que adquirió después de la publicación de su segunda novela impulsó la reedición de la primera y la aparición de numerosas publicaciones posteriores, al compás del ingreso del autor en un estatus de novelista de fuerte significado para la literatura argentina.

## Argumento
El relato se divide en siete partes o «libros», según la terminología del autor: los cinco primeros están narrados en tercera persona y describen las peripecias de Adán Buenosayres en el lapso comprendido entre un Jueves Santo y un Domingo de Resurrección transcurridos desde el 27 hasta el 29 de abril de un año indeterminado sobre la década de 1920. Esta ubicación temporal resulta muy significativa porque el argumento gira en torno al proceso interior del personaje cuando, deambulando por las calles de Villa Crespo se encuentra con la iglesia de San Bernardo y, con el Cristo de la Mano Rota, eje del mundo que remueve sus cimientos interiores y lo impulsa a buscar el Absoluto. Los libros VI («El Cuaderno de Tapas Azules») y VII («Viaje a la Oscura Ciudad de Cacodelphia»), en cambio, funcionan como apéndices y están contados en primera persona por el personaje central, el poeta Adán Buenosayres, claro alter ego del autor, como si fuesen obras suyas.
La novela comienza con el entierro de Adán y describe su periplo simbólico por la geografía urbana y arrabalera de un Buenos Aires transfigurado:

... desde su despertar metafísico en el número 303 de la calle Monte Egmont, hasta la medianoche del siguiente día, en que ángeles y demonios pelearon por su alma en Villa Crespo, frente a la iglesia de San Bernardo, ante la figura inmóvil del Cristo de la Mano Rota.
Leopoldo Marechal, Adán Buenosayres

Tratándose de un relato con mucho de autobiográfico, al protagonista lo acompañan en algunas de las aventuras amigos y compañeros del grupo martinfierrista de los años 20 con nombres en clave (Pereda es Jorge Luis Borges, Samuel Tesler es Jacobo Fijman, Schultze es Xul Solar, el petiso Bernini es Raúl Scalabrini Ortiz, etc.). Así, la obra toca registros impensados que van del humor a la epopeya y de la tragedia al sainete, con un lenguaje eximio y por momentos deslumbrante. El propio Marechal declaraba:

Al escribir mi Adán Buenosayres no entendí salirme de la poesía. Desde muy temprano, y basándome en la Poética de Aristóteles, me pareció que todos los géneros literarios eran y deben ser géneros de la poesía, tanto en lo épico, lo dramático y lo lírico. Para mí, la clasificación aristotélica seguía vigente, y si el curso de los siglos había dado fin a ciertas especies literarias, no lo había hecho sin crear «sucedáneos» de las mismas. Entonces fue cuando me pareció que la novela, género relativamente moderno, no podía ser otra cosa que el «sucedáneo legítimo» de la antigua epopeya. Con tal intención escribí Adán Buenosayres y lo ajusté a las normas que Aristóteles ha dado al género épico.

## Estilo
Como en Ulises de James Joyce, las claves pueden rastrearse hasta la Odisea de Homero y la doctrina judeocristiana (Marechal tuvo una conversión religiosa al catolicismo en 1931), pero el último libro, el «Viaje a la Oscura Ciudad de Cacodelphia», es ni más ni menos que una parodia del infierno de La Divina Comedia de Dante Alighieri, con sus círculos y su Virgilio particular (Schultze). Marechal publicó sus Claves de Adán Buenosayres donde señala que su objetivo primordial fue el de confeccionar una novela contemporánea según las leyes de la epopeya clásica, ámbito en el que el autor poseía gran dominio.

## Recepción crítica
Tres meses después de publicada la novela, Eduardo González Lanuza efectuó la primera crítica en la edición n.º 169 de Sur, donde critica a la novela en términos muy duros, señalando que se trata de un desperdicio de papel en épocas de escasez. Enrique Anderson Imbert dijo de ella que era un «bodrio con fealdades y aun obscenidades que no se justificarían de ninguna manera aunque el autor se parapetase detrás del nombre de Joyce». La novela fue entre ignorada y rechazada por el grupo de ex-camaradas martinfierristas, situación que provocó que en la reedición de la novela en 1960, Marechal quitara la dedicatoria que les había hecho en la publicación de 1948.
Julio Cortázar fue uno de los pocos críticos de la época en elaborar una crítica más ceñida al análisis de los procedimientos literarios de la novela. Cortázar calificó la aparición de la novela como «un acontecimiento extraordinario en las letras argentinas», a pesar de remarcar el carácter desordenado de la estructura. La caracteriza como una «autobiografía», y destaca la capacidad de la novela para inventar un idioma, aunque reconoce que Marechal no siempre lo logra con éxito. Subraya además el humor de la novela, humor que Cortázar define como emparentado con Eduardo Mansilla y Roberto Payró.
La principal labor de rescate crítico de la novela, sin embargo, comenzaría recién a partir de la relectura que efectúa el grupo reunido en la Revista Contorno, dirigida por David Viñas. Noé Jitrik, sin embargo, no ahorra críticas a la novela, a la que considera malograda en aspectos cruciales, y excesiva en la profusión de los elementos católicos y nacionalistas que desarrolla.